# Elegie
Elegia (cuvânt ce provine din limba greacă și înseamnă „cântec de doliu”) este o specie a genului liric caracterizată prin exprimarea unui sentiment de tristețe, mergând de la melancolie la durere. Sentimentele elegiace se pot identifica la mai multe specii ale liricii culte. 
Elegia este considerată muza durerii. La început poezia este scrisă în distih exprimând jalea-distihul elegiac. Mai târziu a început să exprime sentimente complexe. În secolul al XX-lea, totuși, elegia tinde să dobândească un caracter filosofic. 
Trăsăturile principale ale elegiei sunt: 
- Corespunzătoare bocitului popular, ea exprimă un sentiment de tristețe, regret, durere, melancolie.
- Cuprinde deseori elemente filosofice.
- Are uneori un pronunțat caracter meditativ.
- În mod clasic, elegia este reprezentată de orice poem compus din versuri elegiace, distihuri formate din alternarea hexametrului cu pentametrul.
- Tonul este tandru, trist, melancolic.

Elegiile pot fi clasificate astfel: erotice, filosofice, religioase sau patriotice.
Reprezentanți din literatura universală: Johann Wolfgang Goethe („Elegia de la Marienbold”), Aleksandr Pușkin („Elegia”), Francesco Petrarca („Consoliera”), Rainer Maria Rilke („Elegiile din Duino”), Alphonse de Lamartine. 
Reprezentanți din literatura română: Grigore Alexandrescu („Adio”, „La Târgoviște”), Vasile Alecsandri („Steluța”), Tudor Arghezi („Cenușa visărilor”), Mihai Eminescu („Melancolie”, „O, mamă”), Lucian Blaga („Gorunul”).